# پسران شیکاگو

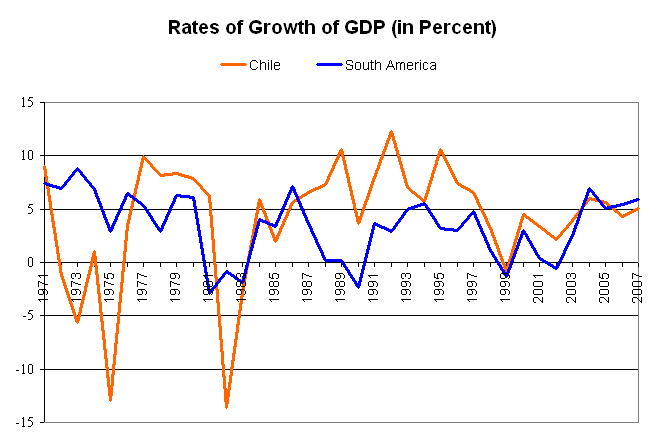
نرخ رشد تولید ناخالص داخلی در شیلی (نارنجی) و امریکای جنوبی (آبی)

پسران شیکاگو گروهی از اقتصاددانان شیلیایی شناخته‌شده در دهه‌های ۱۹۷۰ و ۱۹۸۰ میلادی بودند. اکثر آنها در دپارتمان اقتصاد دانشگاه شیکاگو زیر نظر و میلتون فریدمن و آرنولد هاربرگر یا در دانشگاه کاتولیک پاپی شیلی تحصیل کردند. این اقتصاددانان پس از پایان تحصیلات خود در ایالات متحده و در حین بازگشت به آمریکای لاتین، در بسیاری از دولت‌های آمریکای جنوبی از جمله، به‌طور برجسته، دیکتاتوری نظامی شیلی (۱۹۷۳–۱۹۹۰) و به عنوان مشاوران اقتصادی منتصب و بسیاری به بالاترین مناصب در داخل آن دولت‌ها رسیدند. در حالی که بنیاد هریتج آن‌ها را دلیل اصلی تبدیل شیلی به بهترین اقتصاد آمریکای لاتین و یکی از مناسب‌ترین حوزه‌های قضایی جهان می‌داند، منتقدان به افزایش شدید بیکاری که می‌تواند به سیاست‌های ضد تورمی که به توصیه پسران شیکاگو اجرا شده‌است نسبت داده شود، اشاره می‌کنند. سیاست‌های اقتصادی رونالد ریگان و مارگارت تاچر تحت تأثیر سیاست‌ها و اصلاحات اقتصادی در شیلی بودند.

## تاریخچه
اصطلاح «پسران شیکاگو» حداقل در اوایل دهه ۱۹۸۰ میلادی برای توصیف اقتصاددانان آمریکای لاتین استفاده می‌شد. پسران شیکاگو با نظریه‌های اقتصادی لیبرالی که در دانشگاه شیکاگو تدریس و مطالعه می‌کردند شناخته می‌شوند هرچند برخی از آنها مدرک خود را در هاروارد یا دانشگاه MIT دریافت کرده بودند. آنها از مقررات زدایی گسترده، خصوصی‌سازی و دیگر سیاست‌های بازار آزاد برای اقتصادهای کنترل‌شده حمایت می‌کردند. پسران شیکاگو به عنوان رهبران اصلاحات اولیه شیلی در دوران حکومت ژنرال آگوستو پینوشه، به شهرت رسیدند. میلتون و رز فریدمن در خاطرات خود از اصطلاح «پسران شیکاگو» در شرح حال خود استفاده کرده‌اند: «در سال ۱۹۷۵، زمانی که تورم همچنان بیداد می‌کرد و رکود جهانی باعث رکود در شیلی شده‌بود، ژنرال پینوشه به «پسران شیکاگو» روی آورد؛ او چندین نفر از آنها را به سمت‌های قدرتمندی در مناصب دولتی منصوب کرد.»

### تأثیر بین‌المللی
موفقیت اقتصادی پسران شیکاگو نقش مهمی در تقویت موقعیت سیاسی رژیم پینوشه در خارج از کشور داشت. معجزه شیلی توجه مثبت زیادی را برای دولت پینوشه به خود جلب کرد و به پینوشه اجازه داد تا سرکوب سیاسی خود را بدون محکومیت متحدان اقتصادیش اعمال کند. سیاست‌های جدیدی مانند تعدیل ساختاری، تجارت آزاد و کاهش مالیات‌ها در میان گروه‌های سیاسی محافظه‌کار در سراسر جهان غرب بسیار محبوب شد. این سیاست‌ها در نهایت از طریق رهبران محافظه کار آنها به ایالات متحده و بریتانیا گسترش یافتند. شیلی یکی از اولین کشورهایی بود که این سیاست‌ها را پذیرفت.